# ليوناردو ليون
ليوناردو ليون (بالإسبانية: Leonardo León)‏ هو مؤرخ تشيلي، ولد في 1952 في سانتياغو في تشيلي.